# Droga wojewódzka 621
Die Droga wojewódzka 621 (DW 621) ist eine zehn Kilometer lange Droga wojewódzka (Woiwodschaftsstraße) in der polnischen Woiwodschaft Masowien, die Warszawa mit Sękocin Nowy verbindet. Die Strecke liegt in der Kreisfreien Stadt Warszawa und im Powiat Pruszkowski.

## Streckenverlauf
Woiwodschaft Masowien, Kreisfreie Stadt Warszawa
-  Warszawa (Warschau) (A 2, S 2, S 8, S 79, DK 2, DK 7, DK 8, DK 17, DK 61, DK 79, DW 580, DW 629, DW 631, DW 633, DW 634, DW 637, DW 706, DW 711, DW 717, DW 719, DW 724, DW 801, DW 898)

Woiwodschaft Masowien, Powiat Pruszkowski
-  Raszyn (DK 7)
-  Janki (S 8, DK 7, DK 8, DW 665)
-  Sękocin Nowy (DK 7)